# Eadwacer
Eadwacer (en latín: Adovacrius) fue un jefe sajón del siglo V, considerado por algunos autores rey.

## Biografía
A principios de los años 460, llegado probablemente de Britania por el mar con una banda de piratas, conquistó la tierra al oeste de la Galia, en última instancia, llegó a controlar todo el Bajo Loira y en 463 ocupó brevemente Angers antes de ser expulsado por las tropas francas del rey Childerico aliado del Imperio romano de Occidente.
Según Gregorio de Tours, Childerico fue más tarde aliado de Eadwacer para luchar contra los «alamanes» que podrían haber sido, según los historiadores modernos, los alanos del Loira, establecidos en la región por Aecio en 442 para sofocar las bagaudas. Se puede confundir con Odoacro rey bárbaro de Italia (476-493), quien concluyó con Childerico una alianza.